# Història dels jocs de rol als Països Catalans
La història dels jocs de rol als Països Catalans, que van sorgir als Estats Units el 1974 amb l'aparició del joc Dungeons & Dragons (Gygax i Arneson, 1974), comença en la segona meitat de la dècada de 1970 a través del circuit de botigues especialitzades en hobbies i llibreries, i no en jogueteries, sent la botiga Gigamesh de les primeres a disposar de productes d'importació del gènere, i el bar Queimada, ambdós de Barcelona, dels primers a permetre jugar en l'establiment en la dècada de 1980, i poc després es començaren a publicar traduccions de jocs a les ciutats de Girona (Dalmau Carles Pla) i Barcelona (Joc Internacional i Diseños Orbitales). Durant els primers anys les empreses es dedicaven a la traducció de jocs estrangers, tot i que a poc a poc van anar creant jocs de rol propis. El primer club de rol de Catalunya va ser el barcelonès Maquetismo y Simulación, que inicialment era la secció juvenil de maquetisme de l'associació Aeri Popular de Catalunya, d'antics aviadors de la Segona República espanyola, i la primera publicació a parlar-ne fou el seu butlletí intern Maquetismo y Simulación en 1981, i que amb el temps es convertí en la revista Líder.
A Barcelona, entre 1986 a 1991 se celebrà les JESYR (Jornadas de Juegos de Estrategia, Simulación Y Rol) a Barcelona, i de 1994 a 1997 se celebrà el Dia de JOC, aquestes segones organitzades per Joc Internacional amb una orientació més comercial. La primera editorial dels Països Catalans en publicar un joc de rol va ser la gironina Dalmau Carles Pla, que va publicar els manuals del jugador i del dungeon master de l'edició bàsica de la cinquena edició de Dungeons & Dragons el 1985. Dalmau conservà el format de capsa original i els jugadors veterans castellanoparlants encara recorden aquest primer joc de rol en castellà sota el nom afectiu de «la caja roja» (la capsa vermella), i a partir d'aquell moment els jocs de rol van començar a popularitzar-se tímidament. Tres anys més tard, el 1988, l'editorial Barcelonina Joc Internacional traduí dos nous jocs de rol en castellà que ja duien anys publicats en anglès, La crida de Cthulhu i RuneQuest, i el 1989 traduí i publicà El Senyor dels Anells, el joc de rol de la Terra Mitjana, el seu èxit més gran. Aquest mateix any una altra editorial barcelonina, Diseños Orbitales, introduí Traveller, un joc de rol de ciència-ficció, també en traducció castellana, i Sistema Ambivalente Multitemporal, publicat per Xavier Caselles a l'editorial Tercer Cercle.
Caselles, 1990
En la dècada de 1990 l'editorial barcelonina Joc Internacional va apostar per editar en català, una llengua amb presència anecdòtica en l'edició en aquest camp, i començà tot un periple d'innovacions, la publicació el 1990 del primer joc de rol català: Aquelarre realitzat per Ricard Ibáñez, la traducció i publicació el 1991 del primer joc de rol en viu en ésser editat als Països Catalans (Killer), la traducció i publicació el 1992 del primer joc de rol en català (El Senyor dels Anells, el joc de rol de la Terra Mitjana) i la publicació el 1995 del primer joc de rol català i en català: Almogàvers. El 1996 La Crida de Cthulhu fou traduït al català i Almogàvers conegué una continuació del seu sistema de joc amb Tirant lo Blanc, del mateix autor, Enric Grau, i publicat per la mateixa editorial, Joc Internacional.
Pel que fa al rol en viu Catalunya fou pionera una vegada més amb la creació d'Espada y brujería, juego de rol en vivo, publicat al desembre de 1995 per una editorial de Montmeló: Yggdrasil Jocs. Espada y brujería fou el primer joc de rol en viu creat als Països Catalans (Killer va ser publicat amb anterioritat per Joc Internacional, però es tractava de la traducció d'un joc estatunidenc). A mitjans de la dècada del 1990 el mercat del rol a Catalunya, així com als Països Catalans en general, entra en un període de debilitament que fa tancar nombroses editorials (el gegant editorial Joc Internacional tanca el 1998, per exemple), en bona part pel fet que la joventut s'orienta cap a noves activitats lúdiques, especialment els jocs de cartes col·leccionables i més tard, des de principis de la dècada del 2000, els videojocs en línia. Tanmateix, als anys 2000 s'assisteix al naixement d'editorials noves, com Proyectos Editoriales Crom (fundada a Barcelona el 2002 i desapareguda el 2004) i sobretot Devir Iberia. Aquesta editorial de Barcelona és una filial de Devir, un grup editorial brasiler present a cinc països diferents, i té els drets de traducció en portuguès i castellà del joc de cartes Magic i del joc de rol Dungeons & Dragons.
Des de l'any 2001 Devir Iberia ha començat de nou la traducció i publicació d'un gran nombre de jocs de rol, talment com ho feia Joc Internacional als anys 90, però a diferència de Joc, Devir no els publica en català. Aquest propòsit se li atribueix l'ambiciós projecte de Maqui Edicions, una editorial de Girona fundada el 2006 i que publica en ambdues llengües, català i castellà. Els seus primers jocs de rol han estat traduïts i publicats des del 2009: Tibet, el joc de rol (traduït al català l'abril de 2009 i al castellà el setembre de 2009) Cataus (traduït al català al desembre de 2009 a partir del joc Donjon, de Clinton R. Nixon), Etern estiu i Un cèntim pels meus pensaments.
El 2010 es publiquen Lady Blackbird, Joan Gasull Expedient X i Maqui, Sistema Solar. En 2016, maqui va presentar la traducció al català d'Etern estiu. En 2018 grapasymapas publica Vella Escola, i en 2019, Sugaar presenta Barruts i Maqui Orn el joc de rol.
Amb la pandèmia de COVID-19 i les consegüents limitacions als moviments socials, les plataformes de joc de rol en línia i les transmissions en línia van veure un creixement molt notable en el nombre d'usuaris.
En 2021 es va convocar el concurs Primer premi Tirant lo Dau – Catarsi al millor joc de rol en llengua catalana.